# ردلر

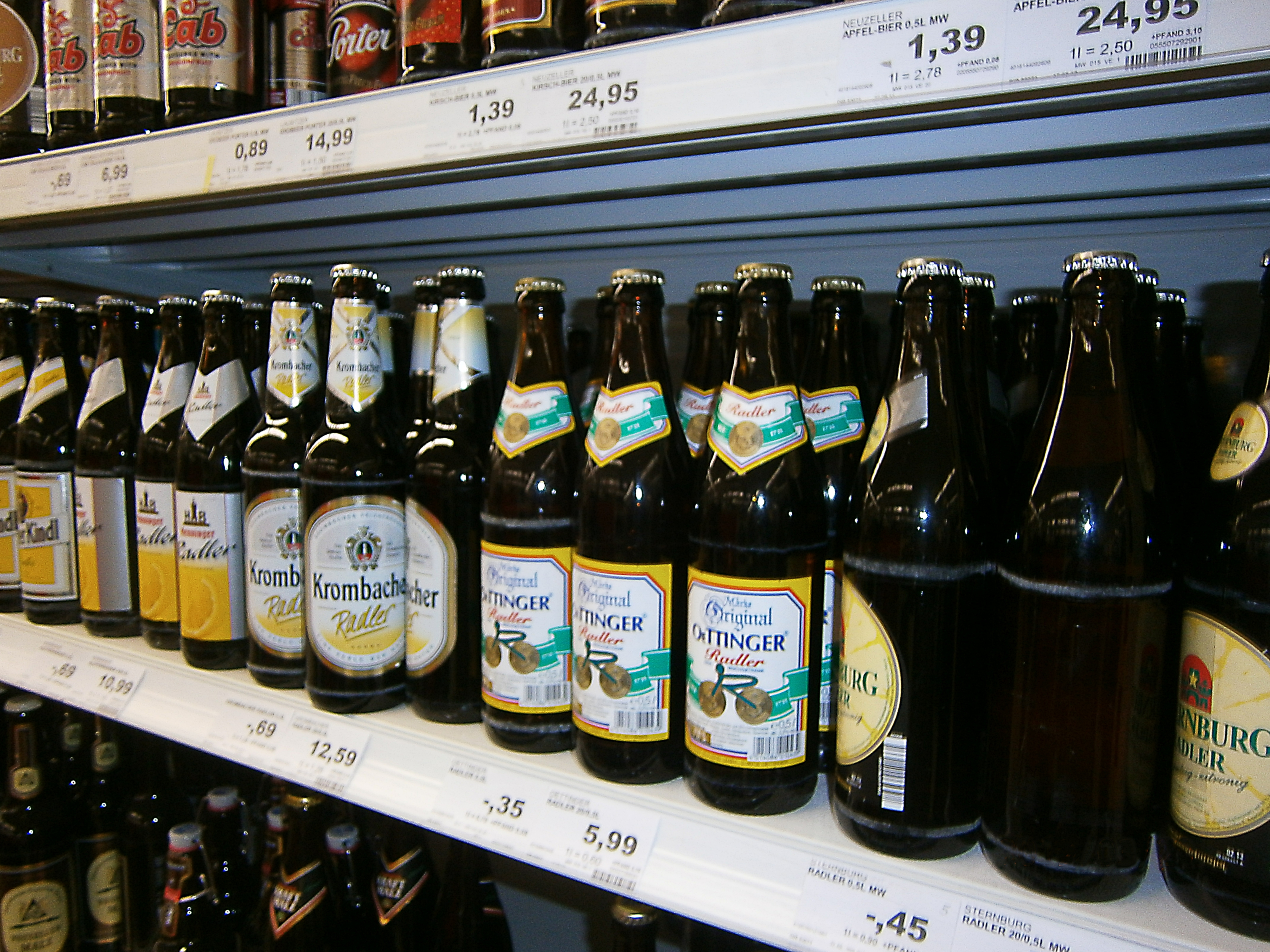

الرَّدْلَر أو الغَدْلَة أو الرَّدْلَة (بالألمانية: Radler، وتَعني الدرَّاج أي راكب الدراجة) هو مشروب قوامُه الجعة وشراب الليمون، يُسمَّى هذا المزيج ردلر حلوة لتمييزه عن الردلر الحامضة والتي قوامها جعة وماء مكربن. المَشروب المقابل له في فرنسا يُسمَّى بَنَشِيه (بالفرنسية: Panaché). قد يكون مشروب الردلر كحوليًا إن احتوت الجعة على الكحول أو ليس بكحولي إن لم تكن الجعة كحولية.